# 鳞柄毛蕨
鳞柄毛蕨（学名：Cyclosorus crinipes），为金星蕨科毛蕨属下的一个植物种。